# Diagnoses d'Espéces Nouvelles
Diagnoses d'Espéces Nouvelles (abreviado Diagn. Esp. Nouv.) es un libro con ilustraciones y descripciones botánicas que fue escrito por el botánico y taxónomo francés Claude Thomas Alexis Jordan y publicado en 2 entregas en los años [1860-] 1864 con el nombre de Diagnoses d'Especes Nouvelles ou méconnues, pour servir de matériaux à une flore réformée de la France et des contrées voisines.

## Publicación
- pp. 5-150 originalmente publicado en Annales de la Société linnéenne de Lyon ser. 2, 7: 373-518. 1860-Feb 1861;
- pp. 151-355 publicado en 1864